# Coppa Bernocchi 1955
La Coppa Bernocchi 1955, trentasettesima edizione della corsa, si svolse il 25 settembre 1955 su un percorso di 234 km. Era valida come evento del circuito UCI categoria CB1.1. La vittoria fu appannaggio dell'italiano Renato Ponzini, che terminò la gara in 5h55'00", alla media di 39,549 km/h, precedendo i connazionali Cleto Maule e Luciano Maggini. L'arrivo e la partenza della gara furono a Legnano. Furono 73 i ciclisti che partirono dal via della manifestazione.

## Ordine d'arrivo (Top 10)
| Pos. | Corridore          | Squadra     | Tempo    |
| ---- | ------------------ | ----------- | -------- |
| 1    | Renato Ponzini     | Arbos       | 5h55'00" |
| 2    | Cleto Maule        | Torpado     | a 42"    |
| 3    | Luciano Maggini    | Atala       | a 42"    |
| 4    | Nino Defilippis    | Torpado     | a 42"    |
| 5    | Agostino Coletto   | Nivea-Fuchs | a 42"    |
| 6    | Nello Fabbri       | Legnano     | a 42"    |
| 7    | Giuseppe Favero    | Bianchi     | a 42"    |
| 8    | Pierino Baffi      | Nivea-Fuchs | a 42"    |
| 9    | Albino Crespi      | Lygie       | a 42"    |
| 10   | Alessandro Fantini | Lygie       | a 42"    |